# Вітошин (Люблінське воєводство)
Вітошин (пол. Witoszyn) — село в Польщі, у гміні Казімеж-Дольний Пулавського повіту Люблінського воєводства.
Населення — 210 осіб (2011).
У 1975-1998 роках село належало до Люблінського воєводства.

## Демографія
Демографічна структура станом на 31 березня 2011 року:
|          | Загалом | Допрацездатний вік | Працездатний вік | Постпрацездатний вік |
| -------- | ------- | ------------------ | ---------------- | -------------------- |
| Чоловіки | 108     | 24                 | 71               | 13                   |
| Жінки    | 102     | 16                 | 45               | 41                   |
| Разом    | 210     | 40                 | 116              | 54                   |